# 알폰소 오브레곤
알폰소 오브레곤(스페인어: Alfonso Obregón)은 현재 은퇴한 에콰도르의 전 축구 선수였다. 본명은 알폰소 안드레스 오브레곤 칸시노(스페인어: Alfonso Andrés Obregón Cancino)이고, 2002 한일월드컵에 참가한 적 있다. 포지션은 미드필더였다.
1995년 데뷔하였고, 이후 한일월드컵을 비롯하여 2001, 2004 코파 아메리카에 참가하였다.
2004년 코파 아메리카 경기는 그의 마지막 경기였고, 이후 은퇴하였다.